# 上郷橋
上郷橋（かみごうばし）は、新潟県中魚沼郡津南町の信濃川に架かる津南町道今井足滝線の橋長105 m（メートル）のトラス橋。

## 概要
- 形式 - 鋼単純上路直弦ワーレントラス橋
- 橋長 - 105 m
  - 支間割 - 103.7 m
- 幅員
  - 有効幅員 - 4.0 m
- 総鋼重 - 203 t
- 床版 - 鉄筋コンクリート
- 施工 - 栗本鐵工所[注釈 1]

## 歴史
かねてより、足滝は新潟県・長野県の県境に近く谷街道の要所であったり、足滝には渡船場が設営されていた。
その後1897年（明治30年）に上流側の宮野原地区に宮野原橋が架橋されたが、当地では架橋されることなかった。
1977年度（昭和52年度）になりようやく現在の上郷橋が津南町により架橋された。
しかしながら上路トラス橋であり、令和元年東日本台風では洪水が橋桁に衝突するなど、信濃川の河川管理上好ましくないことから中期的な改修が予定されている。